# Poule D de la Coupe du monde de rugby à XV 2007
Dates : du 7 septembre
au 20 octobre 2007
Cet article donne le détail des matchs de la poule D de la Coupe du monde de rugby à XV 2007 qui se dispute en France, au pays de Galles et en Écosse du 7 septembre au 20 octobre 2007. Les deux premières places sont qualificatives pour les quarts de finale et sont occupées par l'Argentine et la France.

## Classement
| Place | Nation    | Matchs | Matchs   | Matchs | Matchs  | Points | Points | Points     | Essais | Essais | Essais     | Bonus points | Classement points |
| Place | Nation    | joués  | victoire | nul    | défaite | pour   | contre | différence | pour   | contre | différence | Bonus points | Classement points |
| ----- | --------- | ------ | -------- | ------ | ------- | ------ | ------ | ---------- | ------ | ------ | ---------- | ------------ | ----------------- |
| 1     | Argentine | 4      | 4        | 0      | 0       | 143    | 33     | +110       | 16     | 2      | +14        | 2            | 18                |
| 2     | France    | 4      | 3        | 0      | 1       | 188    | 37     | +151       | 24     | 3      | +21        | 3            | 15                |
| 3     | Irlande   | 4      | 2        | 0      | 2       | 64     | 82     | -18        | 9      | 7      | +2         | 1            | 9                 |
| 4     | Géorgie   | 4      | 1        | 0      | 3       | 50     | 111    | -61        | 5      | 15     | -10        | 1            | 5                 |
| 5     | Namibie   | 4      | 0        | 0      | 4       | 30     | 212    | -182       | 3      | 30     | -27        | 0            | 0                 |

## Les matchs

### France - Argentine
Date : 7 septembre 2007

Composition des équipes

Stade : Stade de France, à Saint-Denis ( France)
Arbitre : Tony Spreadbury 
Rapport officiel : Statistiques
Composition des équipes :
France

Titulaires : Olivier Milloud, Raphaël Ibanez (cap.), Pieter de Villiers, Jérôme Thion, Fabien Pelous, Rémy Martin, Imanol Harinordoquy, Serge Betsen, Pierre Mignoni, David Skrela, Christophe Dominici, Yannick Jauzion, Damien Traille, Aurélien Rougerie, Cédric Heymans

Remplaçants : Dimitri Szarzewski, Jean-Baptiste Poux, Sébastien Chabal, Julien Bonnaire, Thierry Dusautoir, Jean-Baptiste Élissalde, Frédéric Michalak
Argentine

Titulaires : Rodrigo Roncero, Mario Ledesma, Martín Scelzo, Ignacio Fernández Lobbe, Patricio Albacete, Lucas Ostiglia, Juan Manuel Leguizamón, Juan Martín Fernández Lobbe, Agustín Pichot (cap.), Juan Martín Hernández, Horacio Agulla, Felipe Contepomi, Manuel Contepomi, Lucas Borges, Ignacio Corleto

Remplaçants : Martin Durand, Nicolas Fernández Miranda, Hernán Senillosa, Rimas Álvarez Kairelis, Federico Todeschini, Alberto Vernet Basualdo, Santiago González Bonorino
Points marqués :
France : 4 pénalités de Skrela (8e, 29e, 40e, 60e)

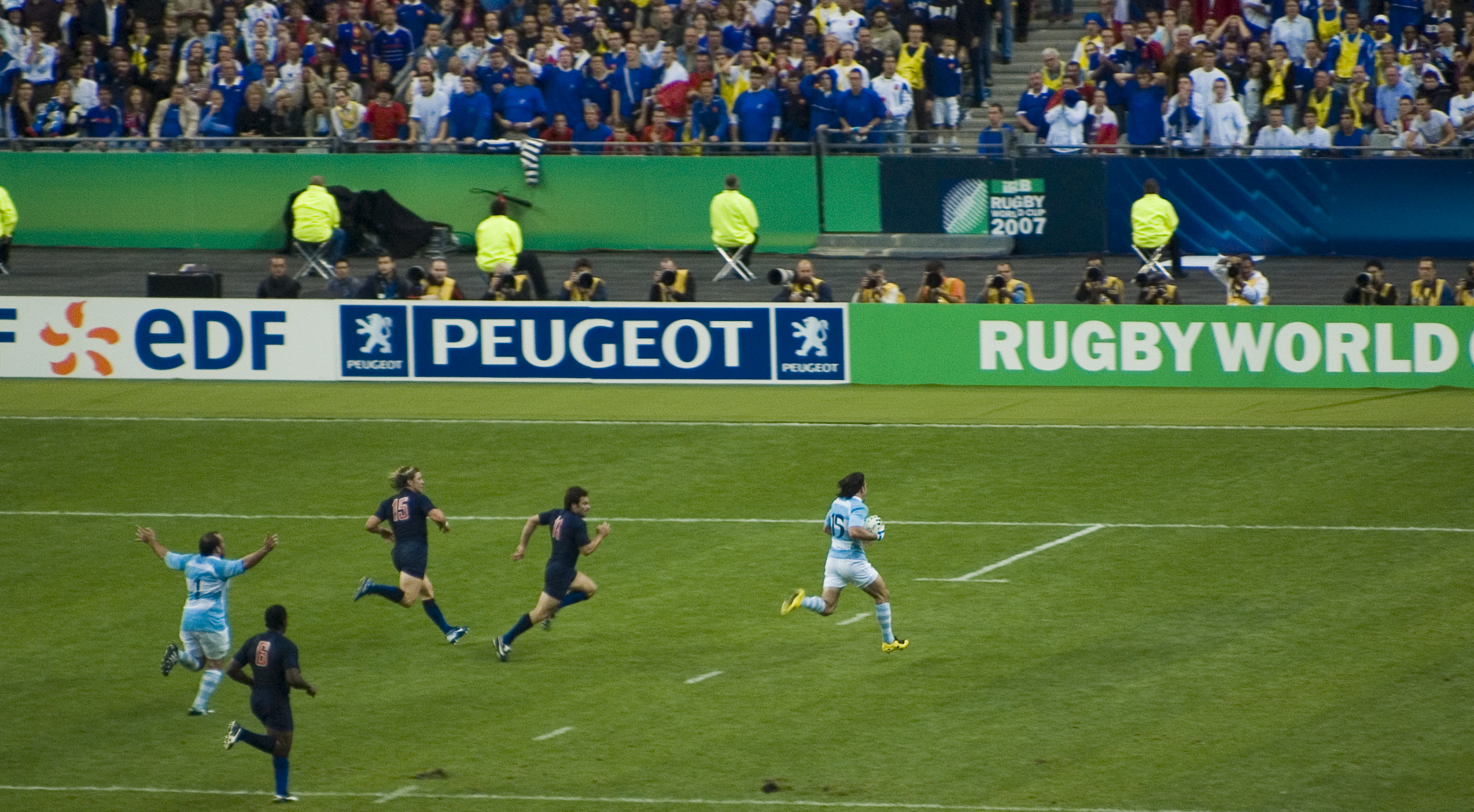
Ignacio Corleto va marquer l'essai de l'Argentine contre la France

L'équipe de France s'incline après avoir encaissé le seul essai du match marqué par Ignacio Corleto sur un contre. Les buteurs français,  David Skrela et Frédéric Michalak, ont manqué deux pénalités.

### Irlande - Namibie
Date : 9 septembre 2007

Composition des équipes

Stade : Stade Chaban-Delmas, Bordeaux ( France)
Arbitre : Joël Jutge 
Composition des équipes :
Irlande

Titulaires : Girvan Dempsey, Andrew Trimble, Brian O'Driscoll, Gordon D'Arcy, Denis Hickie, Ronan O'Gara, Peter Stringer, Denis Leamy, David Wallace, Simon Easterby, Paul O'Connell, Donncha O'Callaghan, John Hayes, Rory Best, Marcus Horan

Remplaçants : Jerry Flannery, Simon Best, Malcolm O'Kelly, Neil Best, Isaac Boss, Paddy Wallace, Geordan Murphy
Namibie

Titulaires : Tertius Losper, Ryan Witbooi, Bradley Langenhoven, Piet van Zyl, Heini Bock, Emile Wessels, Eugene Jantjies, Jacques Burger, Heino Senekal, Jacques Nieuwenhuis, Nico Esterhuize, Wacca Kazombiaze, Jane du Toit, Hugo Horn, Kees Lensing (cap.)

Remplaçants : Johannes Meyer, Johnny Redelinghuys, Michael MacKenzie, Tinus du Plessis, Jurie van Tonder, Lu-Wayne Botes, Melrick Africa
Points marqués :
Irlande : 5 essais de O'Driscoll (4e), Trimble (19e), Easterby (30e), essai de pénalité (50e), Flannery (77e), 2 transformations de O'Gara (5e, 50e) et 1 pénalité de O'Gara (17e)

### Argentine - Géorgie
Date : 11 septembre 2007

Composition des équipes

Stade : Stade Gerland, à Lyon ( France)
Arbitre : Nigel Owens ()
Composition des équipes :
Argentine

Titulaires : Ignacio Corleto, Lucas Borges, Gonzalo Tiesi, Felipe Contepomi, Federico Martin Aramburu, Juan Martín Hernández, Agustín Pichot (cap.), Juan Manuel Leguizamón, Juan Fernandez Lobbe, Martin Durand, Patricio Albacete, Rimas Álvarez Kairelis, Santiago González Bonorino, Mario Ledesma, Marcos Ayerza

Remplaçants : Alberto Vernet Basualdo, Omar Hasan, Esteban Lozada, Martín Schusterman, Nicolas Fernández Miranda, Federico Todeschini, Federico Serra
Géorgie

Titulaires : Pavie Jimsheladze, Irakli Machkhaneli, Malkhaz Urjukashvili, Irakli Giorgadze, Bessik Khamashuridze, Merab Kvirikashvili, Irakli Abuseridze, Besso Udessiani, Grigol Labadze, Giorgi Chkhaidze, Mamuka Gorgodze, Ilia Zedguinidze(cap.), Davit Zirakashvili, Akvsenti Giorgadze, Davit Khinchaguishvili

Remplaçants : Goderdzi Shvelidze, Avtandil Kopaliani, Victor Didebulidze, Zviad Maissuradze, Bidzina Samkharadze, Revaz Gigauri, Giorgi Shkinin
Points marqués :
Argentine : 4 essais de Borges (2), Albacete, Aramburu, 1 transformation de Contepomi, 3 pénalités de Contempomi

### Irlande - Géorgie
Date : 15 septembre 2007

Composition des équipes

Stade : Stade Jacques Chaban-Delmas, à Bordeaux ( France)
Arbitre : Wayne Barnes ()
Composition des équipes :
Irlande

Titulaires : 15 Girvan Dempsey, 14 Shane Horgan, 13 Brian O'Driscoll, 12 Gordon D'Arcy, 11 Denis Hickie, 10 Ronan O'Gara, 9 Peter Stringer, 8 Denis Leamy, 7 David Wallace, 6 Simon Easterby, 5 Paul O'Connell, 4 Donncha O'Callaghan, 3 John Hayes, 2 Rory Best, 1 Marcus Horan

Remplaçants : 16 Jerry Flannery, 17 Simon Best, 18 Malcolm O'Kelly, 19 Neil Best, 20 Isaac Boss, 21 Paddy Wallace, 22 Geordan Murphy
Géorgie

Titulaires : 15  Otar Barkalaia, 14 Giorgi Elizbarashvili, 13 Revaz Gigauri, 12 Davit Kacharava, 11 Giorgi Shkinin, 10 Merab Kvirikashvili, 9 Bidzina Samkharadze, 8 Giorgi Chkhaidze, 7 Rati Urushadze, 6 Ilia Maissuradze, 5 Mamuka Gorgodze, 4 Ilia Zedguinidze, 3 Avtandil Kopaliani, 2 Goderdzi Shvelidze, 1 Mamuka Magrakvelidze

Remplaçants : 16 Akvsenti Giorgadze, 17 Davit Khinchaguishvili, 18 Levan Datunashvili, 19 Zviad Maissuradze, 20 Irakli Abuseridze, 21 Malkhaz Urjukashvili, 22 Otar Eloshvili
Points marqués :
Irlande : 2 essais de R. Best (17e) et Dempsey (55e), 2 transformations de O'Gara (18e, 56e)

### France - Namibie
Date : 16 septembre 2007

Composition des équipes

Stade : Stadium de Toulouse ( France)
Arbitre : Alain Rolland ()
Composition des équipes :
France

Titulaires : 15 Clément Poitrenaud, 14 Vincent Clerc, 13 David Marty, 12 Damien Traille, 11 Cédric Heymans, 10 Frédéric Michalak, 9 Jean-Baptiste Élissalde (cap.), 8 Julien Bonnaire, 7 Thierry Dusautoir, 6 Yannick Nyanga, 5 Lionel Nallet, 4 Sébastien Chabal, 3 Pieter de Villiers, 2 Dimitri Szarzewski, 1 Jean-Baptiste Poux

Remplaçants : 16 Raphaël Ibanez, 17 Nicolas Mas, 18 Fabien Pelous, 19 Imanol Harinordoquy, 20 Lionel Beauxis, 21 Yannick Jauzion, 22 Aurélien Rougerie
Namibie

Titulaires : 15 Tertius Losper, 14 Ryan Witbooi, 13 Bradley Langenhoven, 12 Piet van Zyl, 11 Heini Bock, 10 Emile Wessels, 9 Jurie van Tonder, 8 Jacques Burger, 7 Michael MacKenzie, 6 Jacques Nieuwenhuis, 5 Nico Esterhuize, 4 Wacca Kazombiaze, 3 Jane du Toit, 2 Hugo Horn, 1 Kees Lensing (cap.)

Remplaçants : 16 Johannes Meyer, 17 Johnny Redelinghuys, 18 Herman Lindvelt, 19 Tinus du Plessis, 20 Eugene Jantjies, 21 Lu-Wayne Botes, 22 Melrick Africa
Points marqués :
France : 13 essais de Heymans (7e), Marty (11e), Dusautoir (21e), Nallet (32e, 40e), Clerc (37e, 57e, 65e), Bonnaire (47e), Chabal (49e, 54e), Elissalde (57e), Ibanez (76e), 11 transformations de Elissalde (12e, 22e, 33e, 38e, 40e, 48e, 50e, 55e, 58e, 60e, 66e)
L'équipe de France l'emporte largement face à une équipe de Namibie qui a été réduite à quatorze joueurs dès la 19e minute de jeu (expulsion de Nieuwenhuis pour brutalité), sa supériorité était déjà démontrée avec des essais de Heymans et Marty. Les Français marquent ensuite onze autres essais et se replacent au classement pour une qualification aux quarts de finale. C'est le plus gros score jamais réalisé par le XV de France (record de points marqués, plus gros écart). Ce résultat est cependant à relativiser étant donné la faiblesse de l'adverse, 24e au classement de l'IRB au soir du match.

### France - Irlande
Date : 21 septembre 2007

Composition des équipes

Stade : Stade de France, Saint-Denis ( France)
Arbitre : Chris White 
Homme du match : Jean-Baptiste Élissalde 
Rapport officiel : Statistiques
Composition des équipes :
France

Titulaires : 15 Clément Poitrenaud, 14 Vincent Clerc, 13 David Marty, 12 Damien Traille, 11 Cédric Heymans, 10 Frédéric Michalak, 9 Jean-Baptiste Élissalde, 8 Julien Bonnaire, 7 Thierry Dusautoir, 6 Serge Betsen, 5 Jérôme Thion, 4 Sébastien Chabal, 3 Pieter de Villiers, 2 Raphaël Ibanez (cap.), 1 Olivier Milloud

Remplaçants : 16 Dimitri Szarzewski, 17 Jean-Baptiste Poux, 18 Lionel Nallet, 19 Yannick Nyanga, 20 Lionel Beauxis, 21 Yannick Jauzion, 22 Aurélien Rougerie
Irlande

Titulaires : 15 Girvan Dempsey, 14 Shane Horgan, 13 Brian O'Driscoll (cap.), 12 Gordon D'Arcy, 11 Andrew Trimble, 10 Ronan O'Gara, 9 Eoin Reddan, 8 Denis Leamy, 7 David Wallace, 6 Simon Easterby, 5 Paul O'Connell, 4 Donncha O'Callaghan, 3 John Hayes, 2 Jerry Flannery, 1 Marcus Horan

Remplaçants : 16 Frankie Sheahan, 17 Simon Best, 18 Malcolm O'Kelly, 19 Neil Best, 20 Isaac Boss, 21 Paddy Wallace, 22 Gavin Duffy
Points marqués :
France : 2 essais de Clerc (59e, 68e), 5 pénalités de Elissalde (7e, 16e, 22e, 40e, 55e)
La France joue sans Fabien Pelous qui s'est blessé lors du match contre la Namibie. Elle l'emporte après avoir dominé pendant la majeure partie du match, grâce à deux essais de Vincent Clerc, consécutifs à deux passes au pied de Frédéric Michalak et Jean-Baptiste Élissalde, et cinq pénalités marquées par Jean-Baptiste Elissalde.

### Argentine - Namibie
Date : 22 septembre 2007

Composition des équipes

Stade : Stade Vélodrome à Marseille ( France)
Arbitre : Stuart Dickinson 
Homme du match : Rodrigo Roncero 
Rapport officiel : « Statistiques »(Archive.org • Wikiwix • Archive.is • Google • Que faire ?)
Composition des équipes :
Argentine

Titulaires : 15 Ignacio Corleto, 14 Hernán Senillosa, 13 Gonzalo Tiesi, 12 Manuel Contepomi, 11 Horacio Agulla, 10 Felipe Contepomi, 9 Agustín Pichot (cap.), 8 Juan Manuel Leguizamón, 7 Juan Martín Fernández Lobbe, 6 Lucas Ostiglia, 5 Patricio Albacete, 4 Ignacio Fernández Lobbe, 3 Omar Hasan, 2 Alberto Vernet Basualdo, 1 Rodrigo Roncero

Remplaçants : 16 Mario Ledesma, 17 Martín Scelzo, 18 Rimas Álvarez Kairelis, 19 Gonzalo Longo, 20 Nicolas Fernández Miranda, 21 Federico Todeschini, 22 Federico Serra
Namibie

Titulaires : 15 Heini Bock, 14 Deon Mouton, 13 Du Preez Grobler, 12 Corne Powell (cap.), 11 Melrick Africa, 10 Tertius Losper, 9 Eugene Jantjies, 8 Tinus du Plessis, 7 Jacques Burger, 6 Michael MacKenzie, 5 Nico Esterhuize, 4 Wacca Kazombiaze, 3 Marius Visser, 2 Johannes Meyer, 1 Johnny Redelinghuys

Remplaçants : 16 Hugo Horn, 17 Kees Lensing, 18 Herman Lindvelt, 19 Heino Senekal, 20 Jurie van Tonder, 21 Morne Schreuder, 22 Piet van Zyl
Points marqués :
Argentine : 7 essais de Roncero (25e), J. Leguizamon (35e), M. Contepomi (38e), F. Contepomi (45e), G. Tiesi (55e), I. Corleto (58e), F. Todeschini (71e), 1 essai de pénalité (63e), 5 transformations de F. Contepomi (25e, 38e, 45e) et F. Todeschini (63e, 71e), 2 pénalités de F. Contepomi (10e, 20e)
Avec cette victoire tranquille, la plus large de l'Argentine en phase finale de Coupe du monde (+60 points, leur ancien record de +53 points datait de 2003 lors d'une victoire 67-14 contre la Roumanie), les Pumas n'ont plus besoin que d'un point contre l'Irlande pour se qualifier pour les quarts de finale. Une victoire ou même un simple point de bonus les ferait terminer premiers de la poule et jouer au Stade de France contre l'Écosse ou l'Italie.

### Géorgie - Namibie
Date : 26 septembre 2007

Composition des équipes

Stade : Stade Félix-Bollaert à Lens ( France)
Arbitre : Steve Walsh 
Homme du match : Merab Kvirikashvili 
Rapport officiel : statistiques
Composition des équipes :
Géorgie

Titulaires : 15 Malkhaz Urjukashvili, 14 Irakli Machkhaneli, 13 Davit Kacharava, 12 Irakli Giorgadze, 11 Giorgi Shkinin, 10 Merab Kvirikashvili, 9 Irakli Abuseridze (cap.), 8 Giorgi Chkhaidze, 7 Rati Urushadze, 6 Grigol Labadze, 5 Mamuka Gorgodze, 4 Levan Datunashvili, 3 Davit Zirakashvili, 2 Akvsenti Giorgadze, 1 Goderdzi Shvelidze

Remplaçants : 16 Davit Khinchaguishvili, 17 Avtandil Kopaliani, 18 Victor Didebulidze, 19 Besso Udessiani, 20 Bidzina Samkharadze, 21 Revaz Gigauri, 22 Bessik Khamashuridze
Namibie

Titulaires : 15 Heini Bock, 14 Ryan Witbooi, 13 Piet van Zyl, 12 Corne Powell, 11 Bradley Langenhoven, 10 Tertius Losper, 9 Eugene Jantjies, 8 Tinus du Plessis, 7 Jacques Burger, 6 Jacques Nieuwenhuis, 5 Heino Senekal, 4 Wacca Kazombiaze, 3 Marius Visser, 2 Hugo Horn, 1 Kees Lensing (cap.)

Remplaçants : 16 Johannes Meyer, 17 Johnny Redelinghuys, 18 Jane du Toit, 19 Nico Esterhuize, 20 Jurie van Tonder, 21 Melrick Africa, 22 Morne Schreuder
Points marqués :
Géorgie : 3 essais de Guiorgadze (37e), Machkhaneli (70e), Kacharava (80e), 3 transformations de Kvirikashvili (38e, 71e, 80e), 3 pénalités de Kvirikashvili (7e, 25e, 68e)
La Géorgie remporte son premier match en Coupe du monde en marquant notamment trois essais. Elle affrontera l'équipe de France pour son dernier match de l'édition 2007.

### Géorgie - France
Date : 30 septembre 2007

Composition des équipes

Stade : Stade Vélodrome à Marseille ( France)
Arbitre : Alan Lewis 
Homme du match : Lionel Beauxis 
Rapport officiel : « statistiques »(Archive.org • Wikiwix • Archive.is • Google • Que faire ?)
Composition des équipes :
Géorgie

Titulaires : 1 Mamuka Magrakvelidze, 2 Akvsenti Giorgadze, 3 Davit Zirakashvili, 4 Zurab Mtchedlishvili, 5 Mamuka Gorgodze, 6 Ilia Maissuradze, 7 Grigol Labadze, 8 Giorgi Chkhaidze, 9 Irakli Abuseridze (cap.), 10 Merab Kvirikashvili, 11 Otar Eloshvili, 12 Irakli Giorgadze, 13 Revaz Gigauri, 14 Bessik Khamashuridze, 15 Otar Barkalaia

Remplaçants : 16 Avtandil Kopaliani, 17 Goderdzi Shvelidze, 18 Victor Didebulidze, 19 Zviad Maissuradze, 20 Giorgi Elizbarashvili, 21 Irakli Machkhaneli, 22 Malkhaz Urjukashvili
France

Titulaires : 15 Clément Poitrenaud, 14 Aurélien Rougerie, 13 David Marty, 12 Yannick Jauzion, 11 Christophe Dominici, 10 Lionel Beauxis, 9 Pierre Mignoni, 8 Julien Bonnaire, 7 Yannick Nyanga, 6 Serge Betsen (cap.), 5 Jérôme Thion, 4 Lionel Nallet, 3 Jean-Baptiste Poux, 2 Sébastien Bruno, 1 Olivier Milloud

Remplaçants : 16 Dimitri Szarzewski, 17 Nicolas Mas, 18 Fabien Pelous, 19 Rémy Martin, 20 Jean-Baptiste Élissalde, 21 David Skrela, 22 Vincent Clerc
Points marqués :
Géorgie : 1 essai de Maisuradze (72e), 1 transformation de Kvirikashvili (73e)
Pour terminer première de la poule, la France doit battre la Géorgie en obtenant un point du bonus offensif et l'Irlande doit battre l'Argentine avec plus de sept points d'écart et encaisser moins de quatre essais. L'équipe de France remplit son contrat mais termine deuxième de la poule D car un peu plus tard l’Argentine a battu l'Irlande. La France retrouvera donc les All-Blacks en quart de finale.

### Irlande - Argentine
Date : 30 septembre 2007

Composition des équipes

Stade : Parc des Princes à Paris ( France)
Arbitre : Paul Honiss 
Composition des équipes :
Irlande

Titulaires : 15 Geordan Murphy, 14 Shane Horgan, 13 Brian O'Driscoll (cap.), 12 Gordon D'Arcy, 11 Denis Hickie, 10 Ronan O'Gara, 9 Eoin Reddan, 8 Denis Leamy, 7 David Wallace, 6 Simon Easterby, 5 Paul O'Connell, 4 Donncha O'Callaghan, 3 John Hayes, 2 Jerry Flannery, 1 Marcus Horan

Remplaçants : 16 Rory Best, 17 Bryan Young, 18 Malcolm O'Kelly, 19 Neil Best, 20 Isaac Boss, 21 Paddy Wallace
Argentine

Titulaires : 1 Rodrigo Roncero, 2 Mario Ledesma, 3 Martín Scelzo, 4 Ignacio Fernández Lobbe, 5 Patricio Albacete, 6 Lucas Ostiglia, 7 Juan Martín Fernández Lobbe, 8 Gonzalo Longo, 9 Agustín Pichot (cap.), 10 Juan Martín Hernández, 11 Horacio Agulla, 12 Felipe Contepomi, 13 Manuel Contepomi, 14 Lucas Borges, 15 Ignacio Corleto

Remplaçants : 16 Alberto Vernet Basualdo, 17 Omar Hasan, 18 Rimas Álvarez Kairelis, 19 Martin Durand, 20 Nicolas Fernández Miranda, 21 Federico Todeschini, 22 Hernán Senillosa
Points marqués :
Irlande : 2 essais de O'Driscoll (31e), Murphy (47e), 1 transformation de O'Gara (32e), 1 pénalité de O'Gara (20e)